# Račice
Račice (tyska: Ratschitz) är en tjeckisk by och kommun i regionen Ústí nad Labem. Den är belägen åtta kilometer nordöst om den mindre staden Roudnice nad Labem och drygt 40 kilometer norr om Prag. Per den 1 januari 2016 hade orten 334 invånare.

## Sport
Sportcentret i Račice är Tjeckiens huvudsakliga rodd- och kanotarena.
1993 gick rodd-VM i Račice och 2006 stod orten som värd för kanot-EM. 2009 gick U23-VM i rodd (under 23-VM) i Račice och 2010 gick även junior-VM av stapeln där. Staden arrangerade även kanot-EM 2015, rodd-EM 2017, kanot-VM 2017 och rodd-VM 2022.